# Gosen, Niigata
Gosen (japanska: 五泉市?, Gosen-shi) är en stad i Niigata prefektur i Japan. Staden fick stadsrättigheter 1954.